# NGC 1487
NGC 1487 هو اصطدام مجري، يقع في كوكبة النهر. اكتشف في 29 أكتوبر 1826 . وقد اكتشفه جيمس دنلوب .

## روابط خارجية
- NGC 1487 على موقع ويكي سكاي: DSS2, SDSS, GALEX, IRAS, Hydrogen α, X-Ray, Astrophoto, Sky Map, Articles and images